# Uponor
Die Uponor Oyj war ein finnischer Konzern, der 2023 vom Schweizer Industrieunternehmen Georg Fischer übernommen wurde. Uponor produzierte Produkte für die Trinkwasserversorgung sowie Flächenheizung und -kühlung. Die Aktien des Unternehmens waren seit dem 6. Juni 1988 an der Börse Nasdaq Helsinki im Mid-Cap-Segment notiert. Der Hauptsitz des Unternehmens liegt in der finnischen Stadt Vantaa, in der Nähe des Flughafens Helsinki.

## Geschäftsbereiche
Das Hauptgeschäft von Uponor besteht aus drei Produktgruppen:
- Heizung/Kühlung, Lüftung (23 %)
- Sanitär (55 %)
- Infrastruktur (22 %)

Uponor ist in drei Geschäftsbereiche unterteilt:
- Uponor BLD Europa
- Uponor BLD Nordamerika
- Uponor Infra

Zum Kundenstamm von Uponor gehören Fachleute aus der Baubranche, also Händler, Installateure, Architekten, Planer und andere Dienstleister des Bausektors.
Das Angebot von Uponor umfasst integrierte Flächenheizung-, -kühlungs- und Lüftungslösungen. Weiterhin beinhaltet das Portfolio Rohre, die in Gebäuden verwendet werden, einschließlich Trinkwasser- und Heizkörperanschlussrohre. Die PEX- und Verbundrohrsysteme können sowohl im Neubau als auch bei Renovierungsarbeiten eingesetzt werden.

## Besitzverhältnisse
Uponor Infra war das Ergebnis eines Zusammenschlusses von Uponor Infrastructure und KWH Pipe, deren Produkte bei neuen und sanierten Infrastrukturprojekten unter anderem in den Bereichen Wasser- und Abwasserleitungen, Regenwasserbewirtschaftung und Gasverteilung eingesetzt werden. Der Geschäftsbereich verfügt über Produktionsstätten in Europa, die Profilrohr- und Tanksysteme für die Steuerung und Verteilung von Wasser, Entwässerung, Gas, Strom sowie Telekommunikation entwickeln und herstellen. Uponor Infra North America wurde im August 2017 von Wynnchurch Capital übernommen und firmiert nun unter dem Namen Infra Pipe Solutions.
Im April 2023 machte Aliaxis ein freiwilliges Übernahmeangebot, um Uponor vollständig zu übernehmen. Das Angebot von Aliaxis bewertet Uponor mit 1,82 Mrd. Euro. Im Mai 2023 wurde das Angebot um 3 % erhöht.
Die wichtigsten eingetragenen Aktionäre der Uponor Corporation waren (Stand: 1. Mai 2023)
1. Skandinaviska Enskilda Banken Ab (27,81 %)
2. Oras Invest Ltd (Investmentgesellschaft) (25,72 %)
3. Aliaxis S.A. (20,16 %)
4. Varma Mutual Pension Insurance Company (4,19 %)
5. Nordea Nordic Small Cap Fund (3,82 %)
6. Citibank Europe Plc (3,52 %)
7. Ilmarinen Mutual Pension Insurance Company (2,98 %)
8. Elo Mutual Pension Insurance Company (1,22 %)

Vom gesamten Aktienbesitz waren 27,2 % in ausländischem Besitz.
Mitte Juni 2023 legte die Schweizer Georg Fischer AG ein Übernahmeangebot von 28,85 Euro je Uponor-Aktie vor. Das Angebot wurde vom Management um CEO Michael Rauterkus und dem Großaktionär Oras Invest Ltd. ausdrücklich unterstützt. Uponor wurde bei einem Preis von 28,85 Euro je Aktie mit rund 2,1 Mrd. Euro bewertet. Aliaxis nahm daraufhin sein Übernahmeangebot am 14. Juni 2023 zurück.
Ende August 2023 hat Georg Fischer mitgeteilt, über 46,4 % der Aktien verfügen zu können. Gleichzeitig wurde das Angebot bis 31. Oktober 2023 verlängert.
Am 1. November 2023 gab Georg Fischer bekannt, über 92,0 % der Aktien verfügen zu können. Am 29. April 2024 gab Georg Fischer bekannt, dass die akquirierte Firma Uponor als Division zu GF Building Flow Solutions umbenannt wird.

## Belege
1. ↑  Uponor als Partner. In: uponor.com. Abgerufen am 17. November 2021.
2. ↑  Uponor Produktsortiment. In: uponor.com. Abgerufen am 17. November 2021.
3. ↑  Uponor Infra. In: uponor.com. Abgerufen am 17. November 2021.
4. ↑  https://www.kunststoffweb.de/branchen-news/aliaxis_rohrhersteller_will_finnischen-mitbewerber_uponor_kaufen_t252614/
5. ↑  https://www.uponorgroup.com/en-en/investors/shareholders/
6. ↑  https://www.kunststoffweb.de/branchen-news/uponor_verwaltungsrat_lehnt_kaufofferte_von_aliaxis_ab_t252678
7. ↑  https://www.finanzen.ch/nachrichten/aktien/gf-aktie-im-plus-georg-fischer-setzt-neues-enddatum-fuer-uponor-uebernahmeangebot-1032594846/
8. ↑  Georg Fischer: GF Uponor becomes GF Building Flow Solutions. Georg Fischer AG, 29. April 2024, abgerufen am 23. Oktober 2024 (englisch).